# Pagerwangi (Lembang)
Pagerwangi is een bestuurslaag in het regentschap Bandung Barat van de provincie West-Java, Indonesië. Pagerwangi telt 9164 inwoners (volkstelling 2010).